# Михайловское (усадьба Пушкиных)
Миха́йловское — дворянское имение в Псковской области. Известно с XVIII века как часть владений царской семьи — Михайловская губа. Предположительно название происходит от находившегося на расположенной поблизости Савкиной Горке «Михайловского монастыря с городища».

## История
В 1742 году имение было пожаловано императрицей Елизаветой Петровной прадеду Пушкина — Абраму Ганнибалу.
С 1781 года, после смерти А. Ганнибала, перешло в наследство деду А. С. Пушкина — Осипу Абрамовичу Ганнибалу — в качестве деревни Устье Опочецкого уезда Псковской губернии. О. А. Ганнибал обустроил усадьбу, переименовав её в Михайловское. Он построил барский дом, устроил парк.
С 1818 года Михайловское принадлежало матери Пушкина Надежде Осиповне. Впервые Пушкин посетил Михайловское в 1817 году, затем в 1819 году. С августа 1824 года по сентябрь 1826 Пушкин проживал здесь в ссылке. Затем поэт посещал имение ещё четыре раза — в ноябре-декабре 1826 года, в 1827, 1835 и апреле 1836 года, когда приезжал хоронить в Святогорском монастыре свою мать. С 1836 года усадьба перешла в собственность А. С. Пушкина. А с 1837 года, после смерти поэта, принадлежит детям Пушкина — Александру, Григорию, Марии и Наталии. В 1841 году в Михайловское были перевезены книги библиотеки Пушкина, которые хранились здесь до 1844 года, когда, после вторичного замужества вдовы поэта, они были возвращены на сохранение в Петербург. До 1866 года в усадьбе никто постоянно не жил, и она пришла в упадок.
Журналист Д. И. Мацкевич в 1848 году описывал состояние усадьбы:

Где были спальня и кабинет Пушкина, теперь тут ветхость и запустение: сгнившие полы, отвалившаяся со стен штукатурка, потолки, в иных комнатах провалившиеся, а в других угрожающие ежеминутным падением… Везде гений разрушения положил сокрушительный след свой. Я поспешил во двор, на чистый воздух, чтоб удалить от себя это морозящее чувство обветшалости и дикой пустоты в тех самых местах, где билось сердце, улыбались уста, раздавались приветливые звуки задушевной речи. Вам хотелось бы унести на память хоть цветок, но вы напрасно станете искать его: все кругом окружено ковылем да бурьяном.

С 1866 в усадьбе проживал младший сын поэта Григорий Александрович Пушкин. Он полностью перестроил усадьбу, сломав старые ветхие строения. В 1899 году имение было выкуплено казной и передано в ведение псковского дворянства. В 1911 в усадьбе была открыта колония для престарелых литераторов. В 1908 году имение горело, 23 июля 1908 года во время пожара дом сгорел полностью. Остались неповрёжденными некоторые пристройки к дому. Усадьба была реставрирована год спустя по проекту архитектора В. А. Щуко. Имение было разграблено и частично сожжено крестьянами в феврале 1918 года.
В 1921 году было восстановлено и в 1922 году объявлено музеем-заповедником.
В 2013 году было объявлено объектом культурного наследия федерального значения.

## Достопримечательности
Главными достопримечательностями Михайловского являются — дом поэта с музейной экспозицией, представляющей предполагаемые интерьеры времен Пушкина; домик няни Пушкина — Арины Родионовны, фруктовый сад и парк с декоративными прудами, мостиками и аллеями, наиболее известной из которых является аллея А. П. Керн.
Ныне Михайловское — музей-усадьба, с 1922 года входит в состав музея-заповедника А. С. Пушкина